# Buenas tardes (programa de televisión de Telecinco)
Buenas tardes fue un programa emitido por la cadena española de televisión Telecinco entre el 2000 y 2001.

## Historia
El programa se estrenó el día 27 de noviembre de 2000. La idea original y la dirección del espacio corresponden a la periodista malagueña María Teresa Campos y la presentación corrió a cargo de la valenciana Nuria Roca.
El espacio surgió como una apuesta de la cadena privada para hacerse hueco de audiencia en una franja horaria, las tardes de lunes a viernes, en ese momento copada por la cadena rival, que en aquel momento emitía el espacio de Ana Rosa Quintana Sabor a ti.
El espacio, sin embargo, no alcanzó las expectativas de audiencia deseadas (alrededor del 11% de cuota de pantalla), por lo que fue retirado de la programación pocas semanas después de su estreno. No obstante, le valió a su presentadora una nominación a los Premios TP de Oro de aquel año.
El programa se recuperó durante unas semanas desde el mes de enero de 2001. Contaba con tres secciones: El concurso Lid, presentado por Nuria Roca; El color de la tarde, tertulia sobre temas de actualidad social y Tú dirás, terturlia política y social conducida por María Teresa Campos. Fueron tan solo 12 días, ya que el programa se decidió cancelar el 27 de enero, pasando Tú dirás, a convertirse en programa independiente.

## Formato
El espacio pretendía, en la tradición de los magazines vespertinos, abarcar el tratamiento de todo tipo de temas de actualidad, con entrevistas, concursos y actuaciones musicales y una especial atención a los temas de prensa rosa.